# Stupify
«Stupify» — сингл американской рок-группы Disturbed. Песня была выпущена 12 апреля 2000 года как сингл от их дебютного альбома The Sickness. Этот сингл достиг максимальной позиции в номер двенадцать на чарте Mainstream Rock Tracks и номер десять на диаграмме чарта Modern Rock Tracks в Соединенных Штатах.

## Музыкальное видео
Видео для песни показывает группу, играющую песню в подвергнутой коррозии, похожей на подвал комнате, в этой же комнате показывается и мальчик. По сюжету и продвижению песни, показан мальчик, которого часто посещают подобные демонам существа. В клипе широко применены специальные визуальные эффекты, которые называются «быстрой головой (англ. fast-head)», которые можно увидеть в фильме Лестница Иакова.

## Список композиций

### Версия 1
1. «Stupify»
2. «Stupify» (Live)
3. «The Game» (Live)
4. «Stupify» (Restrained Edit)

### Версия 2
1. «Stupify»
2. «The Game» (Live Restrained)
3. «Voices» (Live Restrained)
4. «Down With the Sickness»

## Позиция в чарте
| Год  | Чарт                         | Позиция |
| ---- | ---------------------------- | ------- |
| 2000 | США (Mainstream Rock Tracks) | 12      |
| 2000 | США (Modern Rock Tracks)     | 10      |